# 太陽も月も
「太陽も月も」（たいようもつきも）は、2017年4月12日にrhythm zoneから発売されたGENERATIONS from EXILE TRIBEの14枚目のシングル。

## 概要
- 前作「PIERROT」から約5ヶ月ぶりのリリースで、2017年第1弾シングル。
- 「CD+DVD」と「CD」の2形態での発売となる。

## メディアでの使用
- 「太陽も月も」は、 洋服の青山「Lost and Found」篇 CMソング、ロート製薬「OXY」CMソング。
- 「Togetherness」は、ブルボン フェットチーネグミ「WATER PEARL」篇 CMソング。

## 収録曲

### CD
1. 太陽も月も [4:05]
作詞：小竹正人、作曲：HIKARI、Hani、Dejo
2. Togetherness [4:57]
作詞：和田昌哉、作曲：PIUS、FAST LANE、Chris Hope
3. 太陽も月も（Instrumental）
4. Togetherness（Instrumental）
5. PIERROT (English Version) [4:25]
作詞：小竹正人、英語詞：岡田マリア、作曲：Chris Meyer、Kevin Charge

### DVD
1. 「太陽も月も」MUSIC VIDEO